# Harrison Township (Comtat de Bedford)
Harrison Township és una població del Comtat de Bedford (Pennsilvània) als Estats Units d'Amèrica. Segons el cens dels Estats Units del 2000 tenia 1.007 habitants.

## Demografia
Segons el cens del 2000 Harrison Township tenia 1.007 habitants, 385 habitatges, i 296 famílies. La densitat de població era de 10,3 habitants per quilòmetre quadrat.
Dels 385 habitatges en un 30,9% hi vivien nens de menys de 18 anys, en un 67% hi vivien parelles casades, en un 6% dones solteres, i en un 22,9% no eren unitats familiars. En el 20,3% dels habitatges hi vivien persones soles el 10,6% de les quals corresponia a persones de 65 anys o més que vivien soles. El nombre mitjà de persones vivint en cada habitatge era de 2,55 i el nombre mitjà de persones que vivien en cada família era de 2,91.
Per edats la població es repartia de la següent manera: un 24% tenia menys de 18 anys, un 6,5% entre 18 i 24, un 25,3% entre 25 i 44, un 24,7% de 45 a 60 i un 19,5% 65 anys o més.
L'edat mediana era de 41 anys. Per cada 100 dones de 18 o més anys hi havia 102,9 homes.
La renda mediana per habitatge era de 35.000 $ i la renda mediana per família de 37.552 $. Els homes tenien una renda mediana de 27.237 $ mentre que les dones 19.875 $. La renda per capita de la població era de 16.182 $. Entorn del 3,7% de les famílies i el 7,3% de la població estaven per davall del llindar de pobresa.